# Supercoppa del Belgio 2024
La Supercoppa del Belgio 2024 è stata la quarantaquattresima edizione della Supercoppa del Belgio, che si è svolta in un incontro unico sabato 20 luglio 2024 tra il Club Bruges, vincitore del campionato, e l'Union Saint-Gilloise vincitrice della coppa nazionale.
La sfida ha visto la vittoria in trasferta dell'Union Saint-Gilloise, alla prima affermazione della sua storia in Supercoppa del Belgio.
La formazione campione del Belgio soccombe all'avversaria per la prima volta dopo vent'anni: l'ultimo precedente in cui si era imposta la vincitrice della Coppa del Belgio era infatti datato 2004, quando proprio il Club Bruges aveva sconfitto in trasferta l'Anderlecht.

## La finale
Dopo una fase iniziale favorevole ai padroni di casa, al minuto 42 della prima frazione sono gli ospiti a passare in vantaggio grazie a un rigore decretato per fallo di Romero su Kabangu e trasformato da Puertas.
Dopo tre minuti della ripresa una punizione insidiosa dalla sinistra non viene trattenuta da Mignolet, e Leysen da due passi raddoppia per l'Union.
Nel finale si assiste all'assalto dei blauw en zwart che culmina con il gol della bandiera a firma del greco Tzolīs, protagonista in pieno recupero anche di una doppia occasione sventata dal portiere Moris.

## Le squadre
| Squadre              | Qualificazione                              | Partecipazioni precedenti (il grassetto indica la vittoria)                                                                 |
| -------------------- | ------------------------------------------- | --- |
| Club Bruges          | Vincitrice della Pro League 2023-2024       | 20 (1980, 1986, 1988, 1990, 1991, 1992, 1994, 1995, 1996, 1998, 2002, 2003, 2004, 2005, 2007, 2015, 2016, 2018, 2021, 2022) |
| Union Saint-Gilloise | Vincitrice della Coppa del Belgio 2023-2024 | Nessuna |

## Tabellino
| Arbitro: | Bram Van Driessche |

|            |           |                               |
| Tzolīs 83’ | Marcatori | 42’ (rig.) Puertas 48’ Leysen |